# Grein (gewicht)
Een grein was een gewichtseenheid die zeker sinds de Romeinse tijden, honderden jaren voor Chr., gebruikt werd, en in gebruik bleef tot in de 19de eeuw, voor het wegen van bijvoorbeeld hoeveelheden medicijnen.
In een hoofdstuk uit de "Leeuwarder apotheek", 7e druk 1745, waar de betekenis van de medische gewichtsaanduidingen zijn vermeld, alsmede een tabel met hun onderlinge relaties, staat het volgende:
“Een grein, zynde de zwaarte van een matelyk gerstekoorn.”
oftewel: een grein is het gewicht van een gewone gerstegraankorrel.
Grotere gewichtsaanduidingen waren daarvan afgeleid, zijnde:
- scrupel, of scripel = 20 greinen
- drachme = 60 greinen
- once = 480 greinen
- halfpond = 2880 greinen
- medicinaal pond = 5760 greinen

In middeleeuwen werd het gewicht van een grein equivalent aan een peperkorrel.
Eeuwenlang konden deze gewichtseenheden nogal eens in waarde verschillen, afhankelijk van regio's en wie zich hierover zeggenschap toe-eigende.
In de napoleontische tijd werd het metriek stelsel ingevoerd, grotendeels definitief vastgelegd op 1 januari 1820, en voor het medicinale pond en afgeleiden op 1 januari 1872.
De gewichtseenheid grein werd gebruikt bij het wegen van parels en edelstenen: een karaat (200 mg) komt overeen met vier grein ofwel 50 milligram voor een grein.

## Toepassing
| Eenheid         | Equivalent (bij benadering) |
| --------------- | --------------------------- |
| Medicinaal pond | 375 gram                    |
| Once            | 31,25 gram                  |
| Drachme         | 3,9 gram                    |
| Scrupel         | 1,3 gram                    |
| Grein           | 65 milligram                |

Onder het Nederlands metriek stelsel was een grein ook wel de benaming voor een decigram (0,1 gram).

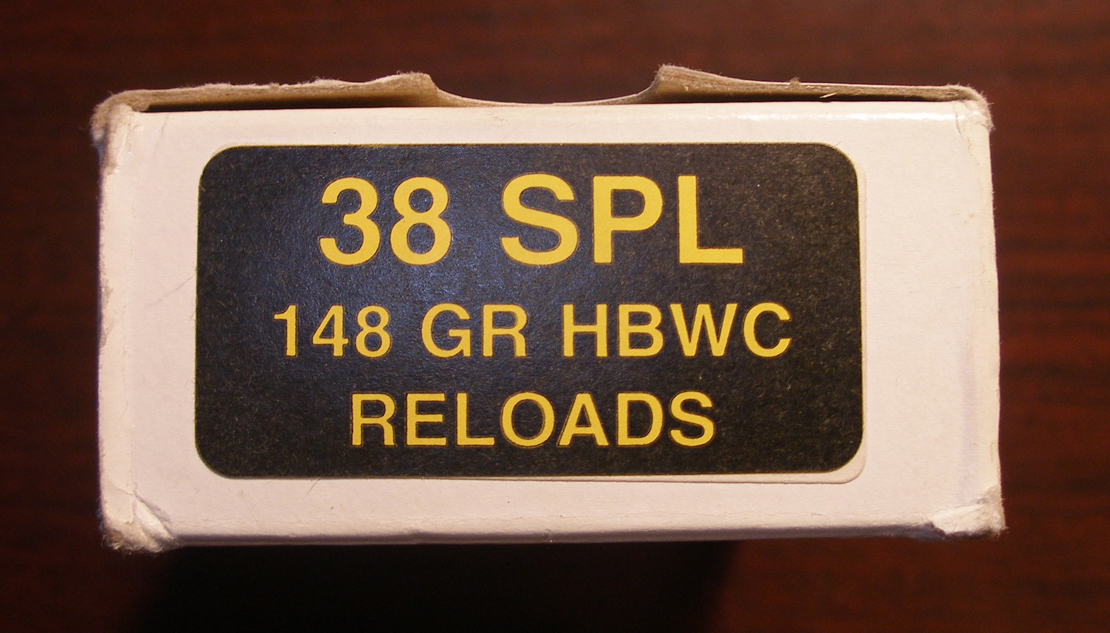
Een doosje .38 Special patronen met 148 grain kogels.

In de Verenigde Staten en Canada wordt het grein (Engels: grain) gebruikt als gewichtseenheid voor het gewicht van een kogel of het gewicht van het kruit dat zich in een patroon bevindt. Zo zat er in de eerste .22 Long Rifle-patroon een 5 grains (0,32 gram) lading zwartkruit en een 40 grains (2,6 gram) loden kogeltje. 1 grain is gelijk aan 64,79891 milligram. Grains worden ook in Nederland gebruikt binnen de wapentechniek en de schietsport.
Het grein is de oorsprong van de uitdrukking "geen greintje", in andere woorden: iets heel weinig of heel klein, bijvoorbeeld "geen greintje verstand hebben van iets".